# Twin Cairns Island
Twin Cairns Island är en ö i Kanada.   Den ligger i territoriet Nunavut, i den östra delen av landet, 1 300 km norr om huvudstaden Ottawa. Arean är 1,0 kvadratkilometer.
Terrängen på Twin Cairns Island är mycket platt. Öns högsta punkt är 28 meter över havet. Den sträcker sig 1,1 kilometer i nord-sydlig riktning, och 1,3 kilometer i öst-västlig riktning.